# فيسبادن
فيسبادن (بالألمانية: Wiesbaden)‏ هي مدينة بولاية هسن وسط ألمانيا وهي عاصمة الولاية. تقع المدينة على الضفة الشمالية لنهر الراين، أمام مدينة ماينز على الجانب الآخر من النهر، وتبعد عن فرانكفورت حوالي 35 كلم. يبلغ عدد سكانها 278.919 (حسب إحصائيات 31 دسمبر 2011).
تجذب ينابيع المياه المعدنية الموجودة في المدينة وماجاورها الزوار إليها. كما تعد صناعة السياحة، مصدرا هاما من مصادر الدخل التي تحصل عليه مدينة فيسبادن.

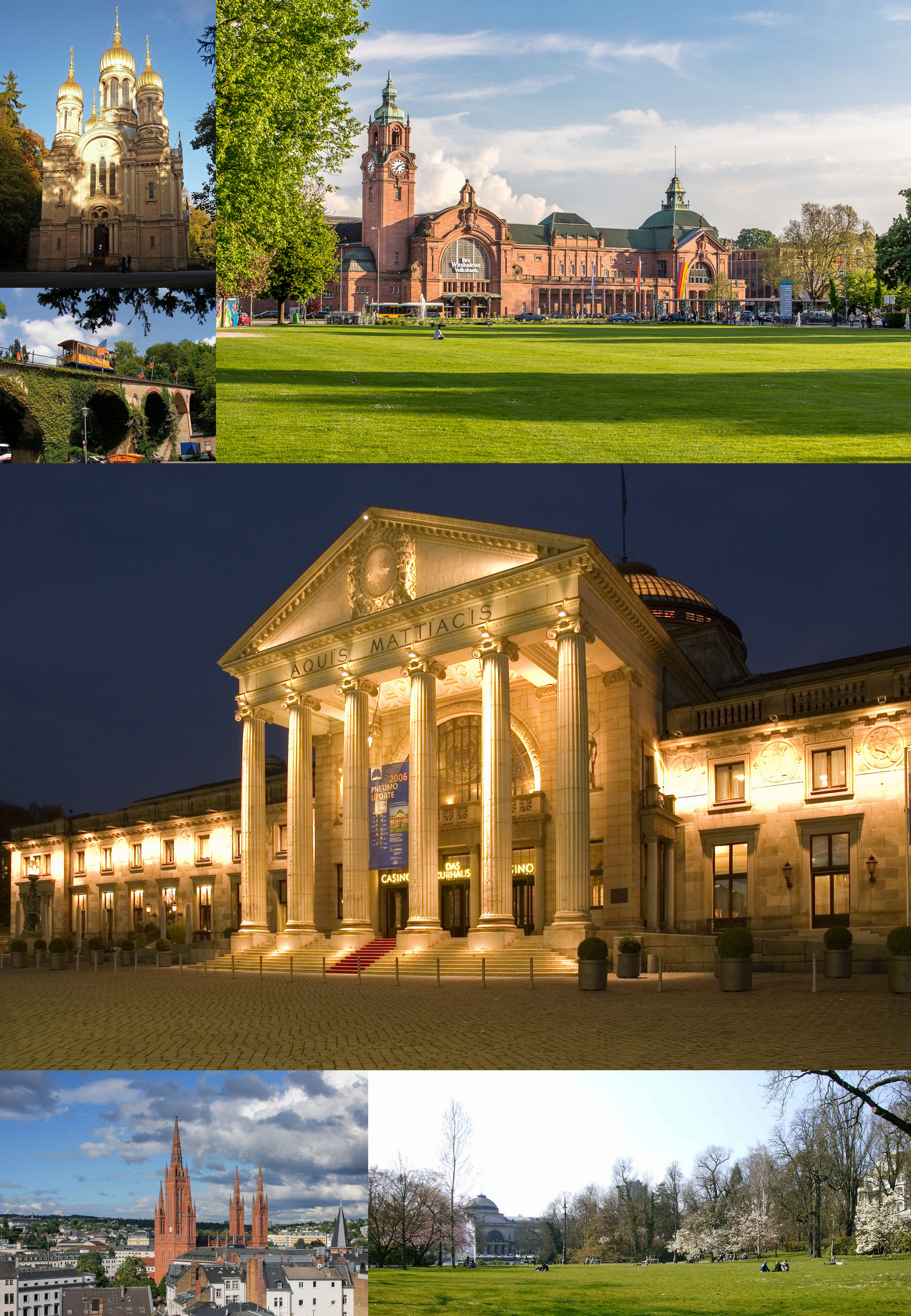

## معالم المدينة
تعتبر مدينة فيسبادن أنسب الأماكن لأصحاب الملايين، ففي كازينو المدينة الفخم يلتقي أصحاب المال والجمال والمشاهير. فهنا لعب الموسيقي ريشارد فاغنر الروليت. مارس الكاتب الروسي المشهور دوستيفسكي هوايته في فيسبادن. كما ألف يوهانس برامس السيمفونية الثالثة في صيف عام 1883 خلال إقامته في فيسبادن. ويعد اسم فيسبادن في حد ذاته رمز له تاريخ، ففي القرن الأول الميلادي ذكر كتّاب التاريخ الرومان عيون الماء الساخنة فيها. يعشق المرء الطبيعة الجميلة في فيسبادن، وهذا ما يقدره زوار المدينة حق التقدير. كما أن الشوارع الواسعة والأماكن الفسيحة والبيوت الأنيقة والحدائق العامة الكثيرة تجعل الزوار يشعرون وكأنهم في زمن آخر. وفيما يتعلق بالإحصائيات فإنها تأتي أيضا من فيسبادن، وبالضبط من الهيئة الاتحادية للإحصاء، التي تحصي كل ما هو منقول.

## مدينة الأغنياء
ذكر الاحصائيون في عام 1907 أن معظم أصحاب الملايين في ألمانيا يقطنون في فيسبادن، والأمر له علاقة بفرار كثير من النبلاء الروس بعد ثورة أكتوبر واستيطانهم هناك. وكما يقول المثل فإن المال يجلب المال حيث أقيمت فيلات ما زالت تعد طابعا مميزا للمدينة ومقصدا لسياحها. وقد كان يطلق على فيسبادن من قبل لقب "مدينة الاستشفاء العالمية" التي أمها الزوار من مختلف أنحاء العالم. وللمدينة لقب غير رسمي وهو "نيس الشمال ولو أن نيس أكثر دفئا من فيسبادن. وحسب إحصائية 1995 فإن 997 مليونيرا يقيمون في فيسبادن، وبذلك تحتل المرتبة الثانية بعد فرانكفورت حيث يقابل 270 ساكن في المدينة مليونيرا.
لم تجذب فيسبادن إليها بعد الحرب العالمية الثانية الإحصائيين فقط، بل جذبت أيضا المكتب الاتحادي للقانون الجنائي والعديد من المؤسسات التجارية. فالثراء والفن المعماري جعلا منها عنوانا مشهورا للصفقات التجارية. وما زال الأمر كذلك حتى اليوم، فبات بحكم الضروري أن تتخذ عدة شركات التأمين والمستشارين التجاريين مقرا لمؤسساتهم هناك. وتتمتع المدينة أيضاً ببنية تحتية تتناسب مع رغبات الأثرياء في حياتهم، فهم ينعمون بالعيش في فيلات أرستقراطية وينفقون أموالهم حسبما تهوى قلوبهم في المحلات الأنيقة. وعليه لا عجب في أن يختار كثير من موظفي البنوك في فرانكفورت القريبة مدينة فيسبادن مقرا لإقامتهم.

## أعلام
- كريستينا شرودر
- أدولف (الدوق الأكبر)
- نوربرت بيكر
- أدولفوس بوش